# 東亜工業 (浜松市)
東亜工業株式会社（とうあこうぎょう）は、日本の静岡県浜松市中央区の機器製造業者。餃子製造機「餃子革命」で知られる。

## 概要
浜松市は、日本で1位、2位を争う餃子のまちでもある。東亜工業は餃子製造機に関して日本国内・国外ともにトップのシェアを獲得している。
日本国外への総出荷は約800台であり、餃子製造機シェア3割を獲得している。

## 餃子製造機

### 餃子革命
餃子革命（ぎょうざかくめい）は、東亜工業が製造販売する小型餃子製造機。機械の長さは34.3センチメートルのサイズである。1時間に1500個の餃子を包むことが可能であり、日本国内の餃子の名店やラーメン店に導入され、その名の通り「革命」を起こしている。また、世界的な日本食ブームに乗って、日本国外への販売も行われている。
餃子の量産装置に共通する大きな課題は、餃子の皮を刃物で丸く打ち抜く工程にある。皮の配置がずれれば、刃物が繊維のカッターベルトに強く当たることになり、カッターベルトの破片が異物として餃子の製造工程に混入しかねない。これが判明すれば、大量生産した餃子を廃棄処分しなければならなくなる。餃子革命では、皮に向かって風を流し、皮を少しだけ浮かせた状態で刃物による型抜きを行っており、カッターベルトを無くしている。これによって、品質管理を向上すると共に、保守コストを低減している。
餃子は提供する店によって餃子の皮の大きさや厚さが異なるため、すべてオーダーメイドでの製造となっている。餃子を包む部分には特に精密さが求められるため、手作業で加工されている。

### TX-16
TX-16は、東亜工業が製造販売する大型餃子製造機。1時間に1万個の餃子を生産可能である。

## 浜太郎
浜太郎（はまたろう）は餃子店。
店頭に東亜工業の自動餃子製造機を設置し、その場で包みたての餃子を提供している。浜太郎は餃子を提供する飲食店であると共に、東亜工業の自動餃子製造機をPRするためのショールームの役割も担っている。
浜太郎の焼き餃子は「浜松餃子まつり」の「餃王座決定戦」に出品され、グランプリを獲得したこともある。
2021年6月時点で4店舗が展開されているが、餃子を扱っていることは共通であるものの業態としては4店舗ばらばらである。
フランス・パリの「GYOZA Bar」は関係者が浜太郎を訪れ、東亜工業の小型餃子製造機を導入し、開業している。

## 歴史
1963年に丸正自動車製造（1961年に倒産）で金型設計を行っていた請井由夫によって創業される。当初は自動車の部品などの金型を製作する下請け工場であった。高度経済成長もあり、事業は順調であったが、請井由夫は下請け業者に終わらず、自社製品を開発して発信するという強い思いもあった。ある食品会社社長の誘いで餃子製造機を見学したことが、請井由夫が餃子に興味をもったきっかけであった。金型を製作の傍らで研究開発を続け、1975年に大型自動餃子製造機「T-8」を完成させ、自社製品として発売した。
大型自動餃子製造機は改良を重ね、後継機も発売される。個人商店でも設置可能な小型餃子製造機を開発し、1988年に発売を開始する。小型餃子製造機は、日本中の飲食店や食料品店に受け入れられた。
東亜工業の自動餃子製造機は順調に販売台数を増やすが、2007年には請井由夫が亡くなり、息子の請井正が社長を継いだ。リーマン・ショックが起こり、東亜工業自体も危機的な状況に陥る。市場が飽和状態になってきたことも理由に挙げられる。
請井正は日本国外へも販路を広げ、日本国外での展示会やフェアにも参加していたが、日本国外での売り上げは2010年時点では10パーセントに満たないくらいであった。売上の主力は依然、日本国内であり、日本国内の売り上げを今後も確保し、拡大していくことを考えると、従来のハードウェアを提供するだけではなかなか難しい。請井正は「市場を活性化させることで、新しいニーズや、新しい食文化を生み出す必要がある」と、市場の飽和を逆に東亜工業にとっての転機ととった。飲食事業部、ユーエスフーズという別会社を立ち上げ、2010年に「浜太郎」というアンテナショップの1号店をオープンさせる。この戦略が成功し、東亜工業の売り上げは毎年10%以上の増益を続けている。
2012年には、中華人民共和国に餃子機製造や販売を手掛ける現地法人を設立した。中国、香港、台湾へは中国拠点からは販売を行っている。